# Haggada shel Pesach
Haggada shel Pesach (hebraisk הגדה של פסח) er den jødiske påskefortælling, som læses ved sedermåltidet de første af syv - eller to første aftener af diasporaen otte dage lange jødiske højtid pesach. Haggada shel Pesah fortæller, hvorledes israelitterne forlod slaveriet i Egypten og blev et frit folk i Israel. Der er tekster fra salmer og diskussioner mellem rabbinere, der fejrer, at de er frie.